# Балакирев, Николай Александрович
Никола́й Алекса́ндрович Бала́кирев (род. 1 января 1947 года, с. Горское Куйбышевского района Татарской АССР) — советский и российский учёный, специалист в области пушного звероводства, академик РАСХН (2005), академик РАН (2013).

## Биография
Окончил Казанский ветеринарный институт (1975).
С 1975 по 1987 годы работал старшим методистом, ассистентом, доцентом кафедры животноводства альма-матер.
С 1988 по 1995 годы заместитель директора по научной работе, а с 1995 по 2007 годы — директор НИИ пушного звероводства и кролиководства имени В. А. Афанасьева.
В 1992 году защитил докторскую диссертацию. В 1995 году ему присвоено учёное звание профессора.
С 2007 года и по настоящее время — проректор по науке и инновациям Московской государственной академии ветеринарной медицины и биотехнологии имени К. С. Скрябина.
В 2005 году избран академиком РАСХН.
В 2013 году стал академиком РАН (в рамках присоединения РАСХН к РАН).
С 2014 года заведующий кафедрой мелкого животноводства МГАВМиБ, а до того заведовал присоединённой к ней в том году кафедрой звероводства и кролиководства.

## Научная деятельность
Видный ученый в области кормления, кормоприготовления, совершенствования и создания новых технологий в клеточном пушном звероводстве.
Автор разработки кратности и периодичности кормления норок в зверосовхозах России, использования уксусной и ортофосфорной кислот в качестве консервантов в рационах норок. Установил влияние на рост и качество шкурок норок, лисиц и кроликов антиоксидантов, цеолитов, бифидумбактерина, витаминного премикса и определил оптимальную дозу их включения в рационы. Является одним из разработчиков полноценного комбикорма для пушных зверей; использования рапсового масла, бишофита, мицелия гриба Asp. niger, отходов производства пенициллина и тетрациклина в рационах пушных зверей.
Опубликовано свыше 400 научных трудов, в том числе более 30 книг, из них 5 монографий. Имеет 15 авторских свидетельств и патентов на изобретения. Ряд трудов опубликован за рубежом.
- Технология лисоводства / соавт.: В. С. Снытко и др.; РАСХН. — М., 1992. — 106 с.
- Кормление норок — М.: Россельхозакадемия, 1997. — 249 с.
- Разведение песца / соавт.: Н. И. Тинаев, В. С. Снытко; РАСХН. — М., 1999. — 166 с.
- Основы норководства. — М.: Высш. шк., 2001. — 287 с.
- Разведение пушных зверей / соавт. Н. И. Тинаев. — М.: Лик-пресс, 2001. — 240 с.
- Кролиководство: учеб. для студентов вузов... / соавт.: Е. А. Тинаева и др. - М.: КолосС, 2006. - 232 с.
- Нормы кормления и нормативы затрат кормов для пушных зверей и кроликов: справ. пособие / соавт.: В. Ф. Кладовщиков и др. - М., 2007. - 185с.
- Породы кроликов: учеб. пособие / соавт.: Р. М. Нигматуллин, Н. И. Тинаев. - М., 2010. - 126 с.
- Новое в кормлении животных: справ. пособие / соавт.: В. И. Фисинин и др.; Всерос НИИ животноводства и др. - М., 2012. - 612 с.
- Содержание, кормление и болезни клеточных пушных зверей: учеб. пособие для студентов вузов... / соавт.: Д. Н. Перельдик, И. А. Домский. - СПБ.: Лань, 2013. - 270 с.
- Разведение кроликов: учеб. пособие для студентов вузов... / соавт. Р. М. Нигматуллин. - М.: ГЭОТАР-Медиа, 2014. - 591 с.
- Кормление норок: моногр. для бакалавров и магистров вузов... - 2-е изд., доп. и перераб. - М., 2015. - 247 с.
- Пособие для проведения научно-исследовательских работ в зоотехнии: учеб.-метод. пособие.../ соавт.: В.И. Левахин и др.; Моск. гос. акад. вет. медицины и биотехнологии им. К. И. Скрябина и др. - М.; Оренбург, 2016. - 226 с.

## Награды
- Заслуженный деятель науки Российской Федерации (2002)
- Медаль «В память 850-летия Москвы» (1999)
- Медаль «В память 1000-летия Казани» (2005)
- Золотая медаль имени М. Ф. Иванова РАН (2016) — за серию работ «Разработка инновационной системы разведения клеточных пушных зверей и кроликов»
- Юбилейный знак губернатора Московской области (1999)